# Картопля в кулінарії

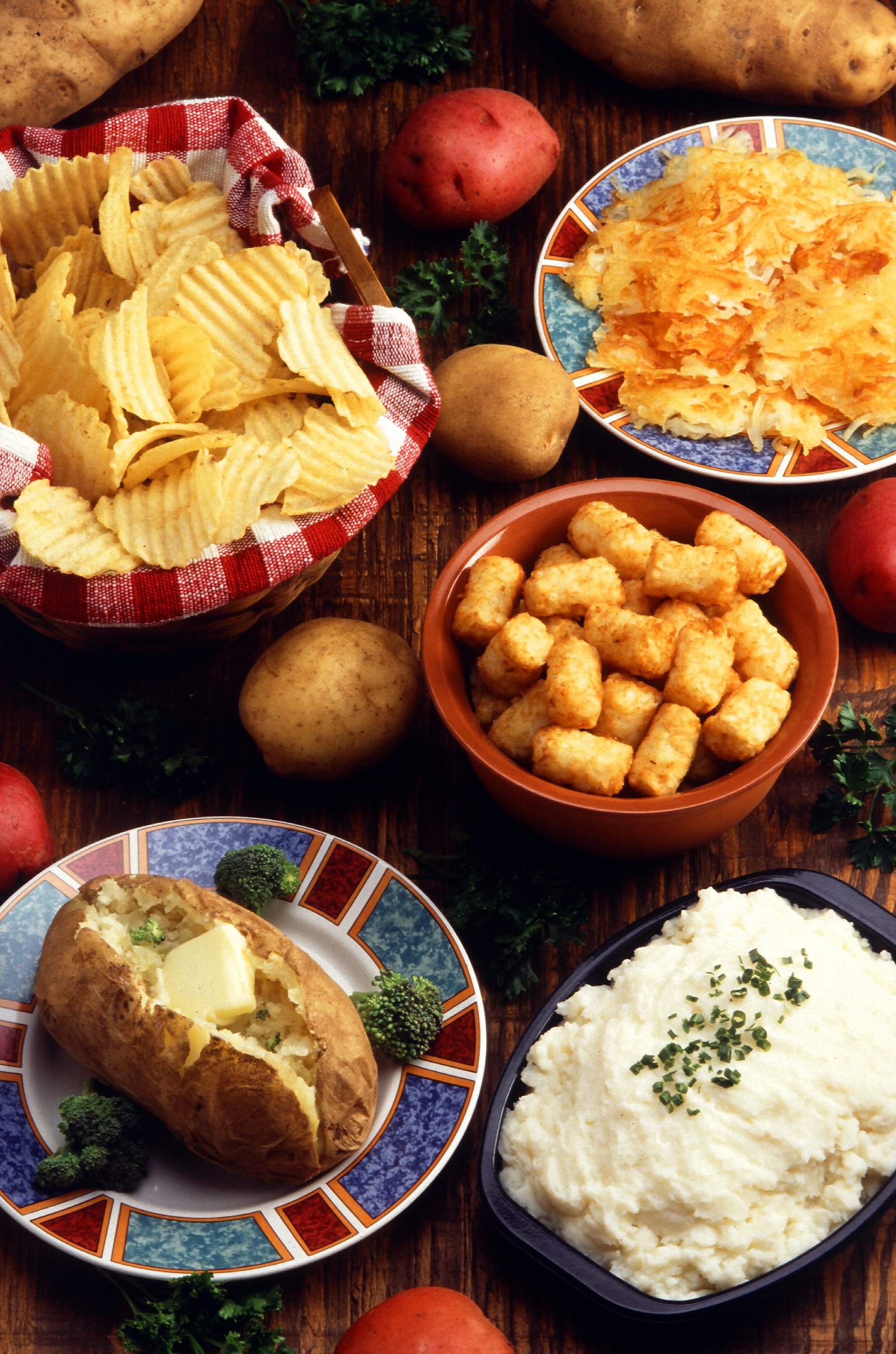
Страви з картоплі

Серед овочевих культур, які широко використовують у кулінарії, харчовій і переробній індустрії є картопля. До європейської кухні цей продукт потрапив лише у XVI столітті — вперше страви з картоплі в Нідерландах були згадані у 1558 році. Лише наприкінці XVIII століття завдяки гарячій пропаганді аптекаря Антуана Парментьє стала оброблятись у Франції для їжі. На українських землях картопля набуває значного поширення з середини XIX ст., і на рубежі XIX-XX століття 
| "стає чи не основним продуктом харчування селянської бідноти. 20,5 % загальноросійського врожаю картоплі припадало у 1900 р. на Україну."[3] |
З XX-го століття, кухня картоплі практикується на всіх континентах, так як картоплю, як джерело вуглеводів і вітаміну С легко вирощувати, — і стає одним з основних продуктів харчування людства.
Картопля — четверта за величиною в світі продовольча культура, після рису, пшениці і кукурудзи. Завдяки високому вмісту
крохмалю, вітамінів, незамінних амінокислот, мінеральних та інших сполук вона значною мірою забезпечує потребу людини в поживних елементах.
Із картоплі можна приготувати майже 1000 смачних страв. Її використовують у вареному, смаженому, тушкованому, печеному вигляді. Картоплю використовують у виробництві напівфабрикатів — створенням комбінованих виробів з використанням різних компонентів рослинного походження: м'ясокартопляних котлет (з використанням картоплі вареної подрібненої або сухої гідратованої картопляної сировини (пластівці, гранули, крупка або сухе пюре молочно-картопляне)), котлет з використанням бланшованної картоплі, або гідратованих картопляних пластівців; і ін.
Картопля належить до харчових продуктів низької калорійності — 158 грам картоплі відповідає 100 калоріям.

## Що варто пам'ятати
- Обчищаючи картоплю треба зрізувати тонкий верхній шар, так як під шкіркою міститься більше вітамінів, ніж у її серцевині. Проте з пророслої картоплі, особливо навесні, після березня, треба зрізати товстіший шар, бо на поверхні (особливо біля вічок) утворюється отруйна речовина соланін. З цієї самої причини видаляють частину картоплі, що позеленіла.

- Молоду картоплю можна не шкребти ножем, а посипати сіллю, старанно протерти ганчірочкою і обполоснути водою.

- Молода картопля легше обчищатиметься, якщо її на 5 хв залити холодною водою.

- Зварена в лушпинні картопля обчищається значно швидше, якщо її зразу ж після варіння облити холодною водою.

- За калорійністю картопля в 3-5 раз переважує інші овочі. Проте, картопля є продуктом з низькою щільністю енергії.

- Картоплю рекомендується зберігати обчищеною у воді не більше як 1 год.

- Під час смаження картоплі руйнується тільки 20-25 % вітаміну С. Така збереженість вітаміну під час смаження пояснюється тим, що жир, який покриває поверхню кусочків картоплі, захищає аскорбінову кислоту від дії кисню повітря. Під час смаження у фритюрі вітамін зберігається майже цілком[8][5].

- Якщо очищені бульби картоплі почати варити в холодній воді, втрати вітаміну С складуть 30%, а якщо опустити в кип'ячу воду — 7%.[9]

- Обчищати картоплю і різати її слід ножем з нержавіючої сталі.

- Щоб картопля, натерта для приготування оладок менше темніла, в неї вливають трохи гарячого молока.

- Сині плями під час варіння старої картоплі можна усунути, додавши 1 столову ложку (15 г) оцту на 1 кг картоплі.

- Щоб картопля рівномірно просмажувалася, її треба укладати на сковороду або лист шаром завтовшки не більше, ніж 5 см.

- Варена картопля буде смачнішою, якщо у воду, в якій вона варитиметься, кинути 3-4 зубки часнику.

- Стара картопля буде значно смачніша, якщо під час варіння додати трохи цукру.

- Борошнисті сорти картоплі часто так легко розварюються, що їх важко зварити цілими в необчищеному вигляді, а тим більше обчищеними, навіть у добре підсоленій воді. Щоб зварити таку картоплю для дальшого використання у венігретах чи салатах, слід до води додати огіркового або капустяного розсолу чи трохи оцту.

- Варена картопля для гарніру буде світло-білою, якщо до води, в якій вона вариться, додати трохи оцту.

- Картопляне пюре буде смачніше, якщо картоплю зварити на парі.

- У борщ картоплю треба класти раніше, ніж буряки.

- Молоду картоплю не рекомендується смажити, бо вона погано підрум'янюється і стає твердою.

- У фритюрі смажать нарізану картоплю або дрібні картоплини, бо великі картоплини ззовні підгоряють, а зсередини залишаються сирими.

- Для виготовлення хрусткої, гарнірної картоплі оптимальним є розмір бульб 40–60 мм, тоді як для картоплі фрі — понад 60мм.[10]

Картоплю обчищають механічним способом у картоплечистках, в які подається вода для змивання і видалення відходів. Картопля обчищається при терті об шорстку поверхню диска і стінок картоплечистки. При цьому зчищається шкірка, відходи видаляються струменем води. Тривалість процесу залежить від якості і розміру бульб, конструкційних особливостей картоплечисток і становить у середньому 3—4 хв, молодої картоплі — 0,5—1,5 хв. Картоплю дочищають вручну жолобковим корінчастим ножем. Внаслідок окислення киснем повітря обчищена картопля на повітрі темнішає, що відбувається внаслідок окиснення речовин фенольного характеру (тирозину і хлорогенової кислоти), що містяться в картоплі, під дією ферменту поліфенолоксидази. Щоб запобігти потемнінню картоплі, її піддають сульфітації водним розчином гідросульфату натрію (концентрація розчину — 0,5—1 % в перерахунку на сірчистий ангідрид), тривалістю обробки бульб — 5 хв.

## Страви з картоплі
- Картопляне пюре
- Картопля фрі
- Смажена картопля
- Картопля в мундирі
- Картопляна бабка
- Деруни
- Картопляники
- Сілезькі пельмені
- Штурханці